# فان وينيتسكي
فان وينيتسكي (بالإنجليزية: Van Winitsky)‏ مواليد 12 مارس 1959 في ميامي، هو لاعب كرة مضرب أمريكي سابق بدأ مسيرته كمحترف سنة 1978 وكان يلعب باليد اليسرى، اعتزل اللعب في 1985. أعلى تصنيف له في الفردي كان المركز الـ 35 في سنة 1982. أعلى تصنيف له في الزوجي كان المركز الـ 7 في سنة 1983.

## روابط خارجية
- فان وينيتسكي على موقع رابطة محترفي التنس (الإنجليزية)
- فان وينيتسكي على موقع الاتحاد الدولي لكرة المضرب (الإنجليزية)
- فان وينيتسكي على موقع خلاصة التنس.كوم (الإنجليزية)